# 门达蒂卡
门达蒂卡（義大利語：Mendatica），是意大利因佩里亚省的一个市镇。总面积30.72平方公里，人口231人，人口密度7.5人/平方公里（2009年）。ISTAT代码为008034。